# Супож Саенла
Супож Саенла (англ. Supoj Saenla) — профессиональный тайский снукерист. Сейчас проживает в городе Чиангмай, Таиланд.

## Карьера
Стал профессионалом в 2002 году, но приобрёл место в мэйн-туре только к сезону 2008/09 благодаря победе на Азиатском первенстве по снукеру в 2007 году. В финале того турнира он победил индийца Ясина Мерчанта со счётом 7:0. Ранее Саенла побеждал на молодёжном чемпионате Азии (2001) и чемпионате Таиланда.

## Достижения в карьере
- ACBS Asian Under-21 Championship — 2001
- ACBS Asian Championship — 2007